# Тарасово (Кічменгсько-Городецький район)
Тара́сово (рос. Тарасово) — присілок у складі Кічменгсько-Городецького району Вологодської області, Росія. Входить до складу Кічмензького сільського поселення.

## Населення
Населення — 4 особи (2010; 13 у 2002).
Національний склад (станом на 2002 рік):
- росіяни — 100 %